# كفر قورص
كفر قورص إحدى قرى مركز أشمون التابع لمحافظة المنوفية بجمهورية مصر العربية، ويحدها قرى قورص ومنيل جويدة وأبو رقبة.

## السكان
بلغ عدد سكان كفر قورص 5,613 نسمة، حسب الإحصاء الرسمي لعام 2006.